# Hugo Viana
Hugo Miguel Viana (Barcelos, 15 januari 1983) is een Portugees voormalig voetballer die bij voorkeur als middenvelder speelde. Hij is momenteel technisch directeur bij Sporting CP. Per juni 2025 gaat hij aan de slag bij Manchester City in dezelfde rol.

## Carrière
Viana's profloopbaan begon bij Sporting Clube de Portugal. Braga lijfde hem in 2010 transfervrij in nadat zijn contract bij Valencia werd ontbonden. Eerder werd hij behalve aan Braga al verhuurd aan CA Osasuna.
Viana heeft de UEFA-managmentopleiding Executive Master for International Players (MIP) gedaan.

## Interlandcarrière
Viana maakte deel uit van de Portugese nationale selecties voor het WK voetbal 2006 en EK voetbal 2012. Hij nam met zijn vaderland eveneens deel aan de EK-eindronde 2012 in Polen en Oekraïne. Bij dat laatste toernooi werd de ploeg van bondscoach Paulo Bento in de halve finales na strafschoppen (2-4) uitgeschakeld door titelverdediger en buurland Spanje. In de reguliere speeltijd plus verlenging waren beide ploegen blijven steken op 0-0.